# Zoe Boyle

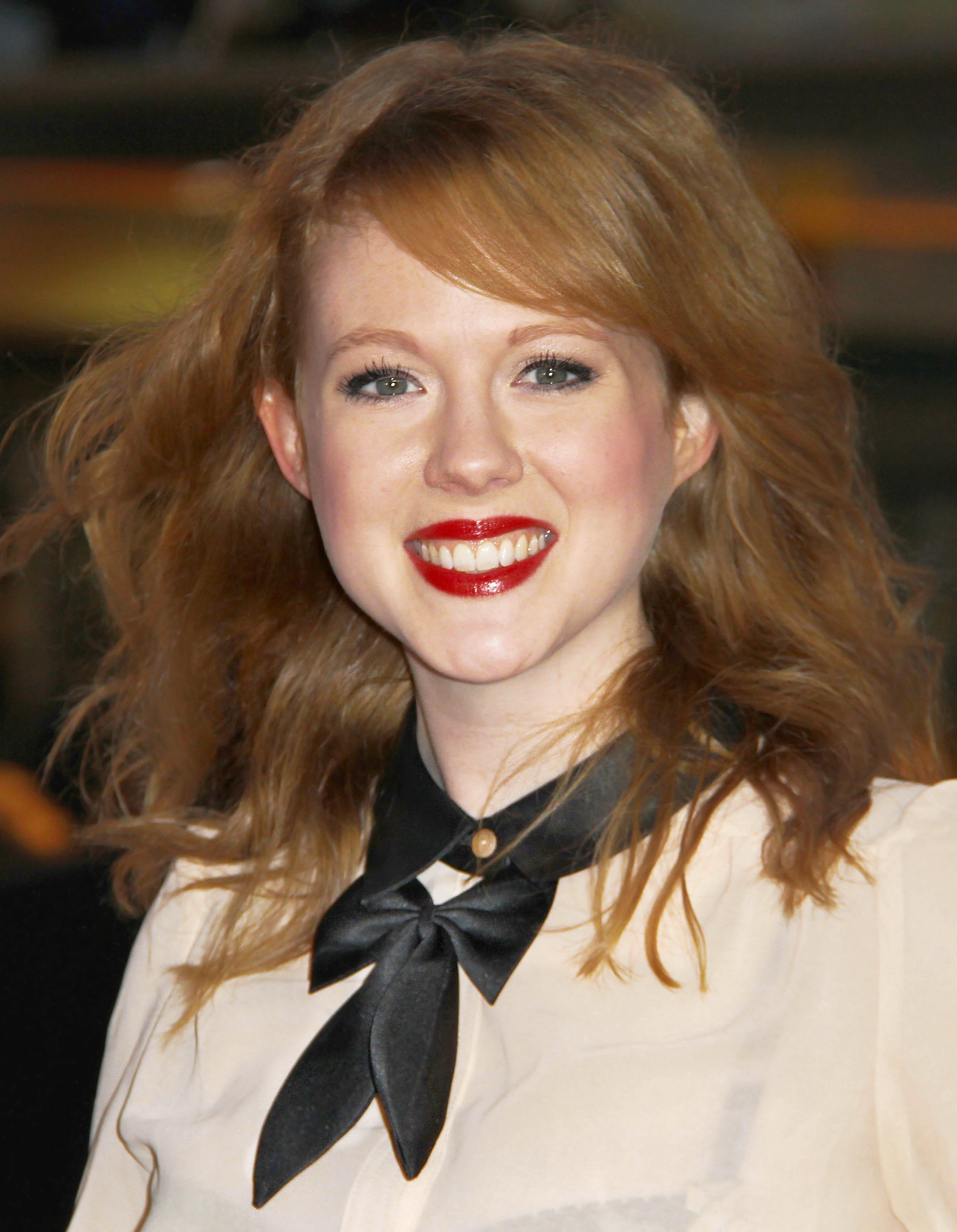
Zoe Boyle

Zoe Boyle (* 1. Januar 1989) ist eine britische Schauspielerin.

## Leben
Zoe Boyle wurde an der Central School of Speech and Drama in London zur Schauspielerin ausgebildet. Seit 2008 ist sie in britischen und internationalen Filmen und Serien zu sehen, darunter als Trinity Ashby in Sons of Anarchy, als Lavinia Swire in Downton Abbey und als Grace Emberly in Frontier.

## Filmografie (Auswahl)
- 2008: Der Tod wartet (Agatha Christie’s Poirot; Fernsehserie, Folge: Appointment with Death)
- 2009: Grey’s Anatomy (Fernsehserie, 2 Folgen)
- 2009: Lewis – Der Oxford Krimi – The Point of Vanishing (Lewis; Fernsehserie)
- 2010: Sons of Anarchy (Fernsehserie, 7 Folgen)
- 2011: Downton Abbey (Fernsehserie, 7 Folgen)
- 2012: Freeloaders
- 2013: Breathless (Fernsehserie, 6 Folgen)
- 2015: The Astronaut Wives Club (Fernsehserie, 10 Folgen)
- 2016–2018: Frontier (Fernsehserie, 18 Folgen)
- 2016–2018: Witless (Fernsehserie, 15 Folgen)
- 2018: Death in Paradise – Meditated in Murder (Fernsehserie)
- 2019: Four Weddings and a Funeral (Fernsehserie, 10 Folgen)
- 2021: Eine Handvoll Worte (The Last Letter from Your Lover)
- 2022: Living – Einmal wirklich leben (Living)
- 2022: That Dirty Black Bag (Fernsehserie, 8 Folgen)
- 2024: Silent Witness (Fernsehserie, 2 Folgen)
- 2024: Atlas